# Andrea Alessi (sciatore nautico)
Andrea Alessi (Omegna, 21 dicembre 1966) è un ex sciatore nautico italiano ed ex allenatore della Nazionale Italiana di sci nautico.
Ha avuto risultati in tutte e tre le discipline classiche, oltre che nel salto sulla rampa, disciplina in cui ha conquistato l'Oro Mondiale nel 1993.

## Storia

### Gli esordi
Nei primi anni '70, insieme al fratello Stefano, prova lo sci nautico, avendo come primo allenatore Giovanni Piller. La prima gara in cui s'impose, a 10 anni, furono i Campionati Piemontesi di Figure; successivamente vinse anche in altre competizioni a livello nazionale tra cui i Campionati Italiani di Categoria. A 16 anni vinse la sua prima medaglia di bronzo ai Campionati Europei in Figure. Nessun italiano così giovane aveva mai vinto una medaglia continentale. Nel 1987 vinse i suoi primi due ori Europei in Salto ed in Combinata, accompagnati da un bronzo in Figure.

### Dal 1989 al 1993
Nel 1989, ai Campionati del Mondo di West Palm Beach (USA) ottenne la sua prima medaglia mondiale, un argento nel Salto. L'anno successivo ottenne un oro in salto ai Campionati Europei. Nel 1992 vinse i Campionati Italiani Assoluti in tutte e 4 le specialità: Slalom, Figure, Salto, Combinata.
Dopo aver vinto nel 1993 i Campionati Europei di Salto in Austria ed aver ottenuto rispettivamente un argento in Combinata ed un Bronzo in Figure, parte con la Nazionale per prender parte ai Campionati del Mondo di Singapore. Ottiene il bronzo in figure e, con una buona prestazione in slalom, l'argento in combinata. Nella finale di Salto guadagna l'oro davanti a Jim Clooney.

### Il dopo mondiale

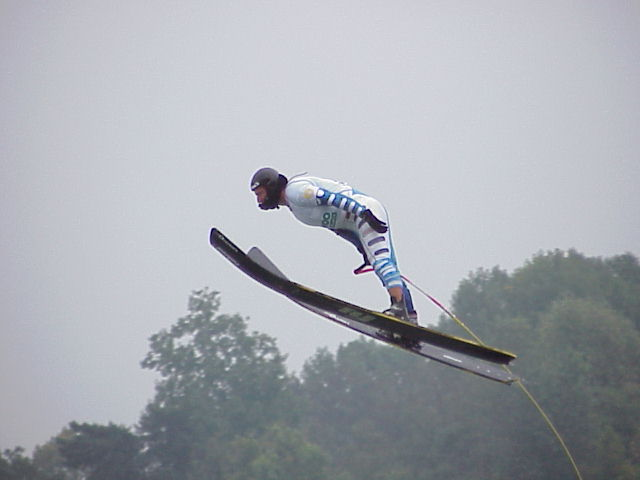
Andrea Alessi in un salto di allenamento

L'anno successivo Alessi vince l'oro europeo in Salto e stabilisce il nuovo record europeo della disciplina con il risultato di 64,7 m. Nel 1996, in una caduta in salto, subisce una frattura scomposta del femore destro, infortunio che lo blocca per molto tempo. Ma l'anno successivo, tornato in ottima forma fisica, stabilisce il nuovo record Europeo di Salto con la misura di 65,4 m. Nello stesso anno ottiene il bronzo in Combinata ai Campionati del Mondo in Colombia, ed è la sua ultima medaglia mondiale. Nel 1999 sfiora per pochi centimetri il podio ai Campionati del Mondo di Salto a Milano.
Termina la propria carriera nel luglio 2000.

## Palmarès
Andrea Alessi ha vinto molte medaglie costituzionali, sia a livello europeo che a livello mondiale:
| Campionati | Oro | Argento | Bronzo | Totale |
| ---------- | --- | ------- | ------ | ------ |
| Mondiali   | 1   | 3       | 2      | 6      |
| Europei    | 15  | 4       | 7      | 26     |

Otto dei quindici ori europei sono stati vinti consecutivamente nella specialità del salto.

## Curiosità
- Il soprannome "Bubu" venne dato ad Andrea sin dai 5 anni. Infatti sia in tenera età che con il passare degli anni, Andrea è sempre stato associato a Boo-boo, l'amico dell'Orso Yoghi. La somiglianza starebbe secondo gli amici sia nel suo aspetto fisico sia nel timbro di voce. All'estero è conosciuto come Bubu Alessi, e gli speaker alle competizioni raramente pronunciavano il suo vero nome, così come alcuni amici nell'ambito delle competizioni rimanevano sorpresi nel vedere il nome Andrea nelle scoreboards.